# Drimia barkerae
Drimia barkerae är en sparrisväxtart som beskrevs av Anna Amelia Obermeyer, John Charles Manning och Peter Goldblatt. Drimia barkerae ingår i släktet Drimia och familjen sparrisväxter. Inga underarter finns listade i Catalogue of Life.